# وادي غاشتاين
وادي غاشتاين يعد أطول وادي في جبال هوي تاورن". يتألف وادي غاشتاين من ثلاث قرى، وهي قرية "باد غاشتاين" وقرية "باد هوفغاشتاين" وقرية "دورفغاشتاين". تختبأ بلدة "باد غاشتاين" الغنيّة بالتقاليد وسط منظرٍ رائعٍ عند مدخل وادي غاشتاين: ويتكون من شلال غاشتاين المشهور عالمياً المحاط بالأبنية الفخمة من الطراز الهندسي المعماري "بيل إيبوك" والذي يعطي هذه البلدة مظهرها المميَّز. تقعُ قرية "باد هوفغاشتاين" في وسط الوادي وهي قرية تمزجُ حسن الضيافة الألبيّة مع وسائل الراحة العالمية. يجعل منتجع غاشتاين الصحي الواقع في جبال الألب قريةَ "باد هوفغاشتاين" المكانَ المثالي للاسترخاء وتحسين صحتك. القرية الثالثة في الوادي هي قرية"دورفغاشتاين" الواقعة وسط عالم وادي غاشتاين الجبلي المثير للإعجاب.  إنّ مجموعة الجبال والينابيع المعدنية ذات المياه الحرارية هو ما يجعل وادي غاشتاين فريداً من نوعه: تبقبق كلَّ يومٍ خمسةُ ملايين ليتر من المياه الحرارية الدافئة المذهلة (33 درجة مئوية) القادمة من ينابيع المياه العلاجيّة في غاشتاين. إنَّ مزيجَ المياه العلاجية والجو الألبي هما السمتان المميزتان المحددتان لهذه المنطقة الشاعريّة.

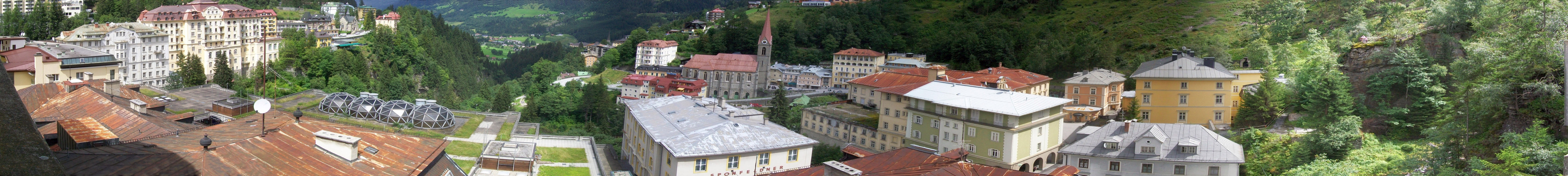
صورة بانورامية لباد غاشتاين

## المنتجعات، الكهوف والمياه الشافية

### لمحة تاريخية
لقد عرفت منطقة وادي غاشتاين منذ زمن بكونها مقصد الملوك والأمراء. وقد جاء ذكر الوادي لأول مرة باسم غاستونا في العام 963، ثم جاء ذكره كجزء من دوقية يافاريا. ليتم بعدها شراءها من قبل أمير سالزبورغ في العام 1297. كانت هذه المنطقة في الأصل منطقة للتنقيب عن الذهب، وممراً لطريق تجاري قديم يعبر جبال الألب المتوسطة الشرقية. وقد أشار الشاعر نيدهارت فون رونتال إلى ينابيع المياه الحارة الخاصة بهذه المنطقة في إحدى قصائده. وقد زار هذه الينابيع الإمبراطور فريدريك الثالث، كما زارها الطبيب المعروف من عصر النهضة باراسيلسوس.Bad Gastein

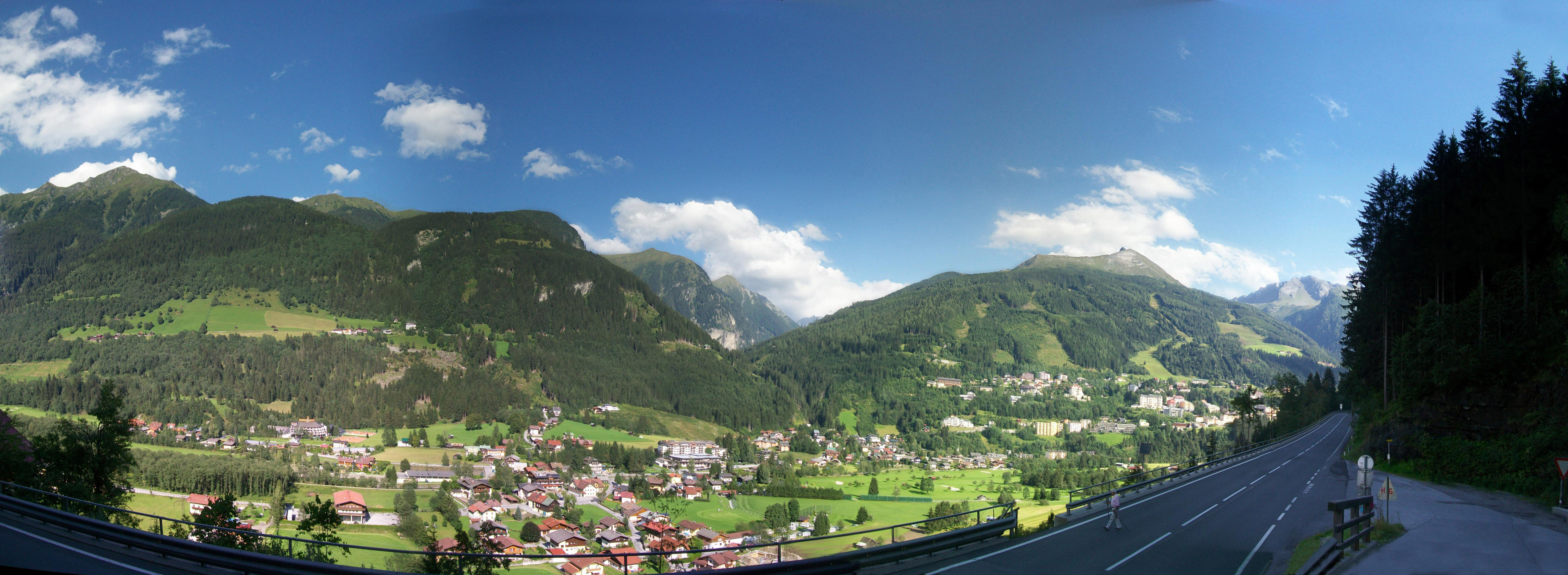
قرى باد غاشتاين

### قرية باد هوفغاشتاين
Bad Hofgastein. أكثر نقطةٌ مشمسةٍ في الوادي. إنَّ قرية «باد هوفغاشتاين» هي المحور التاريخي لوادي غاشتاين، حيث تقع في أكثر نقطة مشمسة وواسعة في الوادي، ومركزها محاطٌ بمنطقة المشاة والمتاجر الجميلة والفنادق والمطاعم. من السمات المشهورة للقرية متنزهها. لقد نجحت «باد هوفغاشتاين» بأناقةٍ تامةٍ بدمجِ طرازها المعماري الجذاب بشكلٍ متناغمٍ مع المحيط الطبيعي. تستقرُ القرية بشكلٍ لطيف في المناظر الطبيعية الشاعرية المحيطة لعالم الجبال الألبية. يضعُ منتجع «ألبنتيرمه غاشتاين» الصحي معاييراً جديدةً تماماً في التكنولوجيا المتعلقة بالمنتجعات الصحية، وخصوصاً من أجل العائلات: تتوفر برك للسباحة ومراجل تسخين المياه وعالم حمامات الساونا مع بحيرة جبلية خاصة به وبار ذو سماء زجاجية بمناظرٍ ألبيةٍ بانورامية فريدة بزاوية رؤية 360 درجة، ويؤمن بالطبع الكثير من العلاجات الفردية بشكل خاص.

### ينابيع المياه العلاجية الحارة في جبال الألب

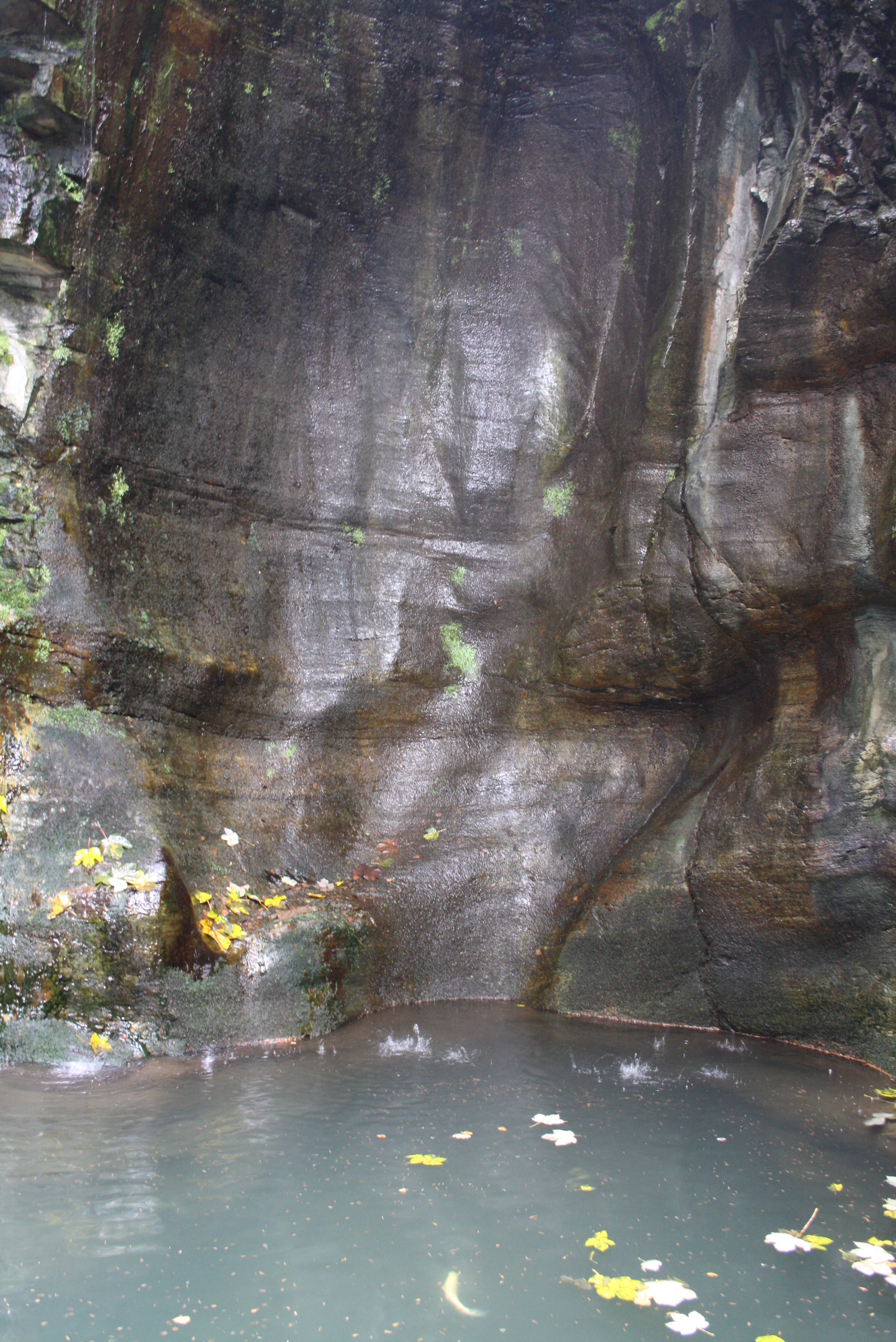
اليانبيع الجبلية في باد غاشتاين

Alpentherme Hot Springs. يعتبر عالم الصحة الألبية الأكثر حداثة في أوروبا حيث تنتشرُ ستةُ عوالم مليئةٍ بالحيوية والمغامرات في ينابيع المياه العلاجية الألبية في «باد هوفغاشتاين» فوق مساحة تبلغُ 32,000 متر مربع مبرزة إطلالة بانورامية فريدة بزاوية رؤية 360 درجة لجبال الألب وعالم حمامات الساونا مع بحيرة جبلية ومناطق الاستشفاء والراحة وقبة المغامرات ذات الوسائط المتعددة ومنزلقات مائية مثيرة ومراجل لتسخين المياه. عالم السيدات بأقسام الجمال ومستحضرات التجميل وحجرات البرونزاج متاحٌ للسيدات فقط. يوفر المنتجع الصحي بالطبع الكثير من العلاجات الفردية على نحوٍ خاص. ينتجُ نجاح الشفاء بالمياه الحرارية في غاشتاين من مياه غاشتاين الحرارية الفريدة الغنية بغاز الرادون ودفئها الطبيعي.
ساعات العمل: يومياً من الساعة 9:00 صباحاً-11:00 مساءً [www.alpentherme.com/en/therme/index.htm]

### منتجع صخريٌ ذو مياه حرارية
Rock Thermal Spa. يتوسط منتجع غاشتاين الصخري ذو المياه الحرارية والمشكل من الماء والصخور جواً فريداً بطرازه المعماري الرائع. يغذي مليون لترٍ من المياه الحرارية القادمة من 17 نبعٍ بركَ المنتجع الصحي ذات المياه الحرارية. سوف يشعر الضيوف بأنّهم في منازلهم في«منطقة الاستشفاء البانورامية» الدافئة والتي تضمُّ سبع حمامات ساونا متنوعة. تشملُ مناطق الجذب السياحي الينابيع ذات المياه الحارة وقناة المياه البرية وكذلك منزلق يبلغ طوله 70 متراً. المياه الحرارية هنا، والتي كانت قد أُغنيت بالمعادن ووظفت بشكلٍ إيجابيٍ على مدى مئات السنين، تساعدُ على تزويد الجسم بالكثير من الأكسجين اللازم. تتدفق هذه المياه المنعشة والغنية كلَّ يومٍ بدرجات حرارية متنوعةٍ عبر البرك والحمامات العديدة في المجمّع.
ساعات العمل: يومياً من الساعة 9:00 صباحاً – 10:00 مساءً

### قرية دورفغاشتاين
Dorfgastein لقد حافظت «دورفغاشتاين» على طبيعتها القروية التقليدية. يمكن لأولئك الذين يحبون الطبيعة الاستمتاع بالقيام بنزهاتٍ رائعةٍ مشياً على الأقدام على القمم الجبلية المحيطة القريبة من «دورفغاشتاين»، ومن أجل الاستراحة، هنالك مجموعة من شاليهات المطاعم المنتشرة في جميع أنحاء المنطقة. توفر «دورفغاشتاين» خصيصاً للعائلات رحلة بقطار صغير ومنزلقات مائية في المنتجع الصحي ونادي «غاستي» للأطفال.

### قرية باد غاشتاين

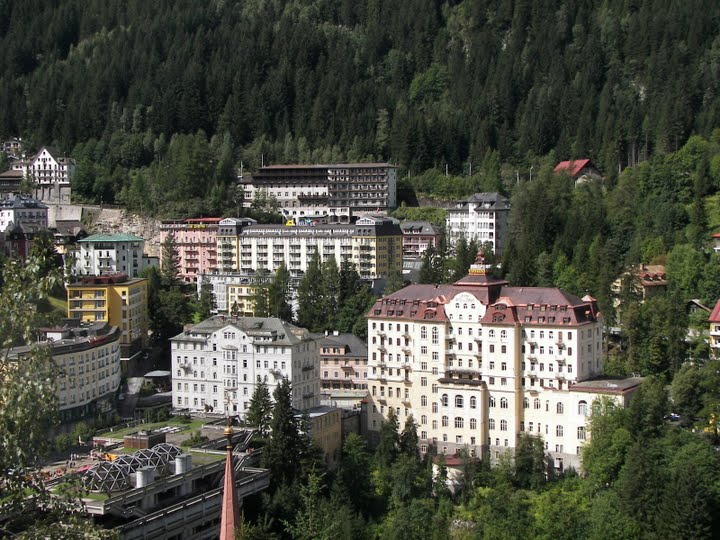
باد غاشتاين

Bad Gastein. في وسط متنزه سلسلة جبال " هوي تاورن " الوطني، تنعمُ "باد غاشتاين بالهواء الجبلي المنعش وموقع خالٍ من الضباب على ارتفاع 1,000 مترٍ فوق مستوى سطح البحر. يمتزجُ مظهرها المميّز جداً ذو الأبنية الجميلة التي يعود تاريخها لعصر "بيل إيبوك" الجميل بتناغمٍ مع مناظرها الطبيعية المحيطة. إنّها بلدة منتجع صحي معروفةٌ عالمياً بذوقٍ خاصٍ جداً، حيث يتوفر الاسترخاء والاستجمام في الهواء الجبلي النقي الممتزج مع مناخٍ ذي ارتفاع عاليٍ ومياه غاشتاين الحرارية القادمة من الينابيع المشهورة و"أروقة الشفاء".

### كهف غاشتاين للشفاء
يتميز كهف غاشتاين للشفاء (Gastein Healing Cave) بأشعة الرادون والحرارة والرطوبة العالية، والتي تشكل سياً العناصر الثلاثة الفعالة داخل جبل (رود هاوسبرغ). تنتج تلك العناصر مناخاً علاجيّاً فريداً من نوعه على مستوى العالم، إنّه مزيجٌ من التسخين المعتدل فرط [الحرارة] و[العلاج] باشعة الرادون. هدف علاج الكهف الشفائي هو تنشيط قوى [الشفاء الذاتي الطبيعية الخاصة بالجسم. إنَّ من أهم الأعراض التي تستوجب القيام بعلاج الكهف مرض الجهاز الحركي وأمراض الجهاز التنفسي والأمراض الجلدية. تطبيق العلاج مُرضٍ أيضاً خلال اعتلالات سن اليأس ومن أجل الوقاية من الأمراض واستقرار الجهاز المناعيّ. 

## المزيد من المعالم السياحية

### الشلال في باد غاشتاين

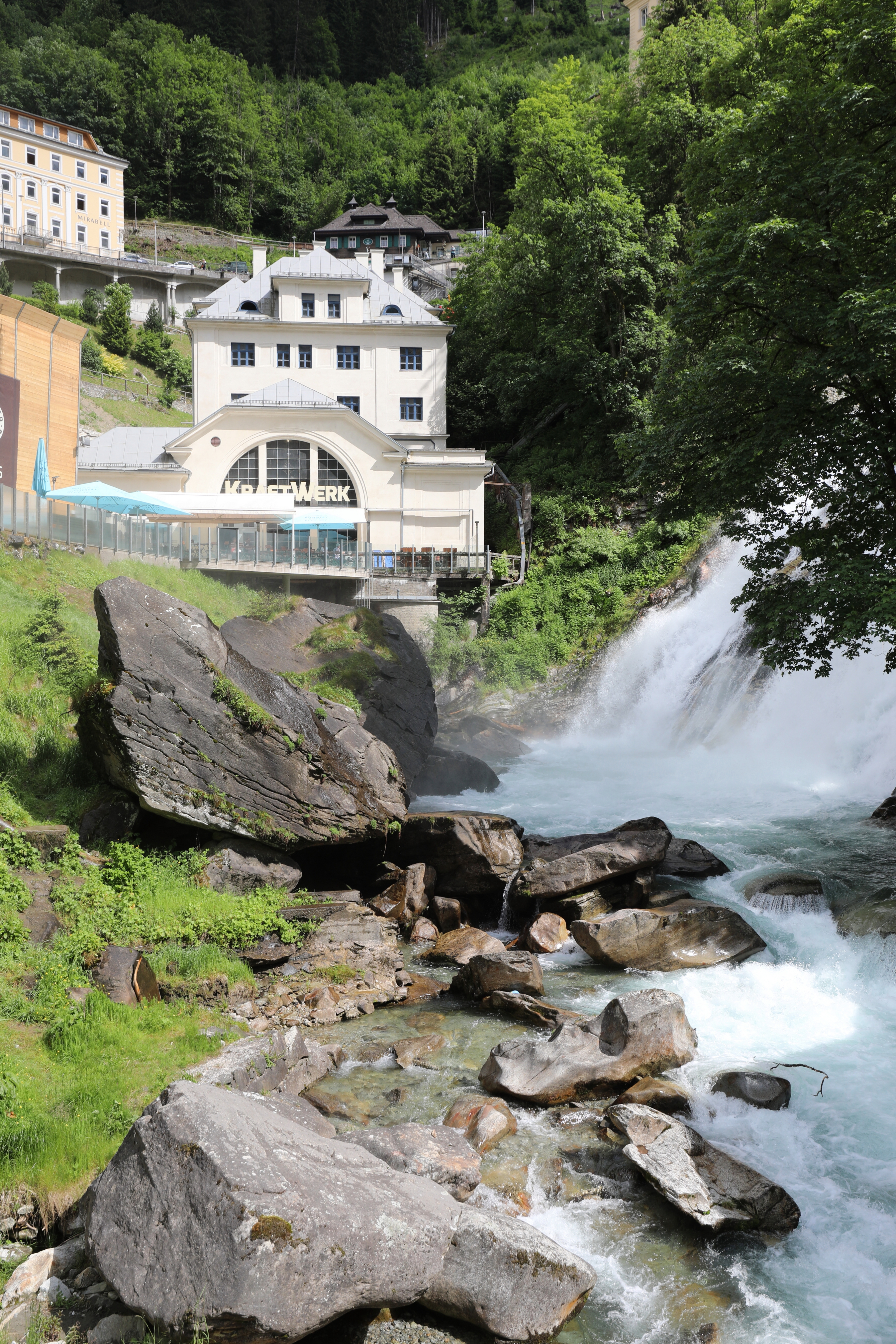
شلالات باد غاشتاين

يعد رمزٌ لقرية باد غاشتاين. تسقط مياه الشلال الواقع على نهر «غاشتاينير أخيه» من ارتفاع 341 متر على ثلاث مراحل. يعدُّ الشلال في الحقيقة واحداً من أكثر السمات العلاجية الهامة للبلدة بسبب انحلال الهواء المتأين بشكلٍ سلبي. توجد منابع نهر «غاشتاينير أخيه» في المنطقة الوسطى لمتنزه «هوي تاورن» الوطني. لقد كان الشلال المحاط بأبنية «بيل إيبوك» الفخمة دائماً موضوعاً للعديد من الشعراء والرسامين المشهورين. بُنيَ الجسر الحجري الواقع عند الشلال في الأصل في عام 1840 وتم توسيعه في عام 1927.

### «منتزه هوي تاورن» الوطني
Hohe Tauern National Park. محميةٌ طبيعيةٌ في وسط جبال الألب النمساوية
منتزه هوي تاورن«الوطني الذي تتجاوز مساحته» حوالي 1800 كيلو متر مربع، هو ثاني أكبر منتزه وطني في أوروبا. هذا هو المكان حيث يمكنك تجربة الوجود في الطبيعة من مشهدها الأكثر جمالاً: فهنالك توجد قمم النمسا الجبلية الأعلى وأكبر الكتل الجليدية ومروجٌ مكسوة بالأزهار الألبيّة الغنية بالألوان وأسطح صخرية مهيبةٌ وشلالات منعشة. يؤمن «منتزه هوي تاورن» الوطني لواقع في قلب جبال الألب النمساوية موطناً محمياً للأصناف النباتية وللحيوانات المهددة بالانقراض. جبل «غروسغلوكنر»- الذي يعتبر أعلى جبل في النمسا بارتفاعٍ يبلغ 3,798 مترٍ- هو جزءٌ من المشهد أيضاً. في وسط المنتزه تجد الطبيعة عذراء تماماً، وفي المناطق الخارجية هيرفيقٌ متناغمٌ من المناظر الطبيعية المزروعة على نحوٍ مستدام. عبر الطريق الألبي العالي لجبل «غروسغلوكنر»، تستطيع الوصول بسهولةٍ لتلك المناظر الطبيعية الجبلية الفريدة فعلاً والمثيرة للإعجاب. 

### نادي «غاستي» للأطفال
Gasti Kids Club. في نادي «غاستي» للأطفال، يتمكن الأطفال الذين تكون أعمارهم بين 4 سنوات وحتى 12 سنة من الذهاب في جولةٍ سياحيةٍ استكشافيةٍ وخوضِ العديد من المغامرات مع«غاستي» الشخصية الجالبة للحظ في وادي غاشتاين. تبدأ الجولة السياحية أيام الثلاثاء في قرية «دورفغاشتاين» حيث يتعلم الأطفال كيفية بناء سد مياه ملائم بعد القيام برحلة قصيرة مشياً على الأقدام إلى مرعى «آموزيرالم» الجبلي.
يُري «غاستي» في أيام الأربعاء الأطفالَ «فوكسفارم» في «باد غاشتاين»، توجد في هذا المتنزه الواقع في الهواء الطلق محطاتُ مغامراتٍ تعليميةٍ ومثيرةٍ مثل التجوال عبر الجزر وبناء الأبراج وتمارين الفريق في الهواء الطلق والكثير من الأشياء ليتم اكتشافها.
سوف يذهب «غاستي» أيام الخميس إلى بركة "غاشتاينير بوند"! حيث يتمكن الأطفال من بناء طوفٍ مع بعضهم مثل القراصنة الحقيقيين ويستخدمونه لعبور بركة "غاشتاينير". سوف يحصل جميعُ الأطفال الذين يقيمون مع والديهم في أحد الفنادق التابعة لمجموعة غاستي " فوراً على بطاقة هوية «غاستي». تؤمن بطاقة هوية «غاستي» حسوماتً عديدةً مثل رسوم الدخول المخفضة إلى منتجعات غاشتاين الصحية ذات المياه الحرارية و/أو تخفيضات على ألعاب وملابس الأطفال. 

### سكة حديد ستوبنير كوغل الجبلية

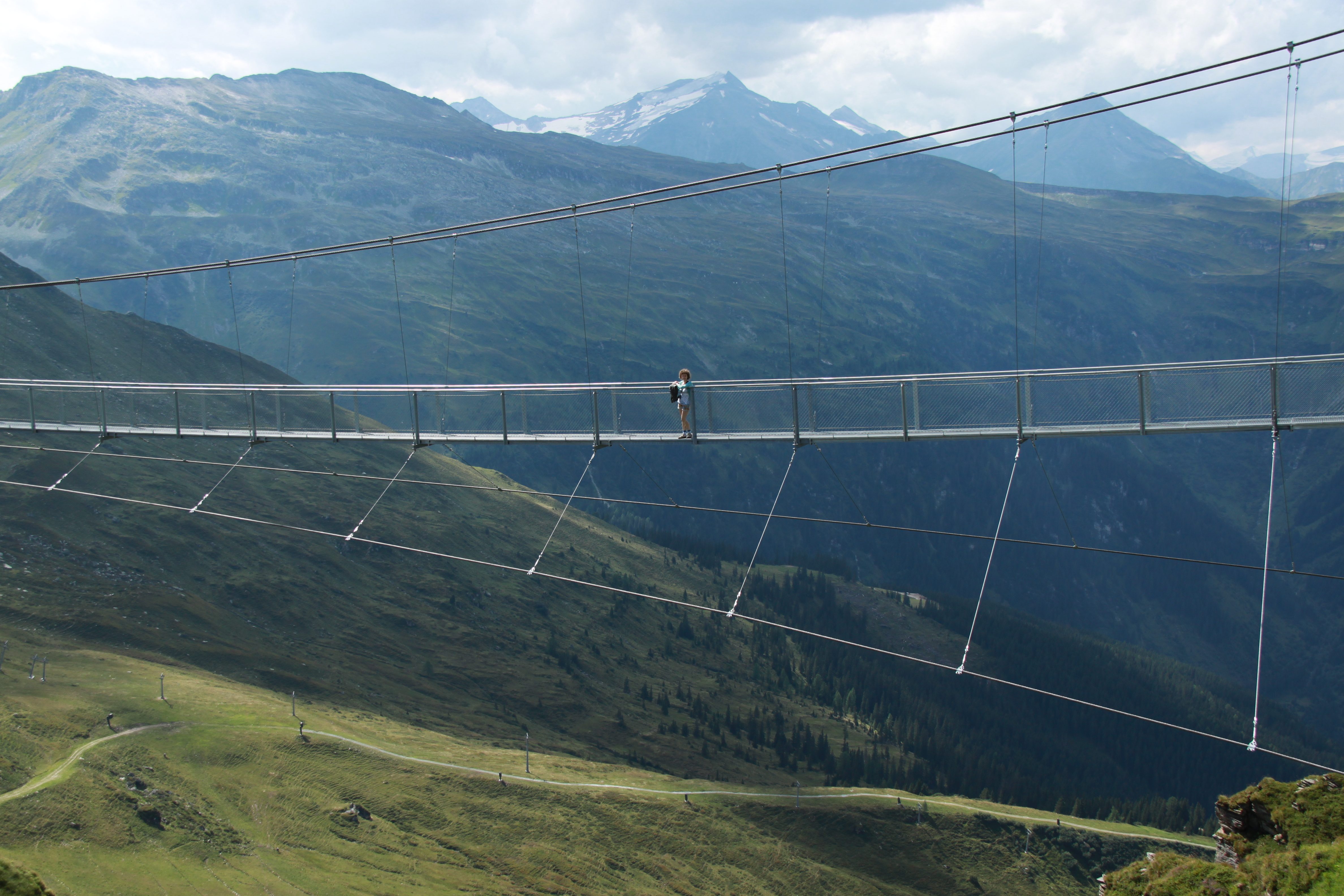
سكة حديد ستوبنير الجبلية

Stubnerkogel-mountain Railway. سكة حديديٌة جبليٌة وجسرٌ معلقٌ ضخمٌ
تُشغل مصاعد التزلج والسكك الحديدية في وادي «غاشتاينير» خلال فصل الصيف أيضاً وتأخذُ الزوار لأعلى القمم في جبال الألب. ان أحد تلك السكك الحديدية هي سكة حديد Stubnerkogel الجبلية. عندما تصل للقمة (2230م)، يمتدُّ جسرٌ معلقٌ ضخمٌ فوق الوادي الضيّق. يعتبر الجسر المعلق البالغ طوله 140 متر أولَ جسرٍ معلقٍ مبنيٍّ على ارتفاع كهذا. من الممكن المشي عليه على مدار السنة.
بما أنَّ الجسر المعلق ٌ مفتوح وتستطيع الرؤية من خلاله فعدم الخوف من المرتفعات والأعصاب القوية هي من متطلبات العبور عليه، حيث أنَّ أرضية الممر مصنوع من الأسلاك وكأنها منسوجة وذلك على علو م 28 مترا من سطح الارض.
أوقات صعود ونزول سكة الحديد الجبلية:
أول صعود عند الساعة 8.30 صباحاً، ومن الساعة 9.00 صباحاً وحتى الساعة 4 مساءً عند كل ساعة تماماً
آخر نزول: في الساعة 4.30 مساءً

### السكك الحديدية الجبلية في وادي غاشتاين
Gastein-Valley Mountain Railways.تجعل الوصولٌ سهلٌ لأعلى القمم الجبلية. تُشغلُ مصاعد التزلج والسكك الحديدية في وادي «غاشتاينير» خلال فصل الصيف أيضاً. هذه طريقة مريحة جداً للاستمتاع بالتجول الهادئ في قمة الجبل. إنَّ محطات المصاعد الواقعة عند القمم هي نقاط الانطلاق المثالية للقيام بالتنزه مشياً على الأقدام والجولات السياحية الجبلية والتي تكشف عن إطلالاتٍ آخاذة للخلفية الجبلية المغطاة بالكتل الجليدية والتي توفرها سلسلة جبال «هوي تاورن» بقممها التي لا تحصى والبالغ ارتفاعها 3,000 متر. 

### بحيرةُ غاشتاين للسباحة
Gastein Swimming Lake. بحيرة غاشتاين هي بحيرةٌ طبيعيةٌ جميلةٌ تقعُ مباشرةً بالقرب من «آخين بروميناده»، وهو طريق يمتد على جانب مجرى، الواقع بين «باد غاشتاين» و«باد هوفغاشتاين» وطريق الدرجات الهوائية في وادي غاشتاين. ومن الممكن الوصول إليها بسهولةٍ أيضاً باستخدام حافلة النقل العام. 

## بطاقة غاشتاين السياحية

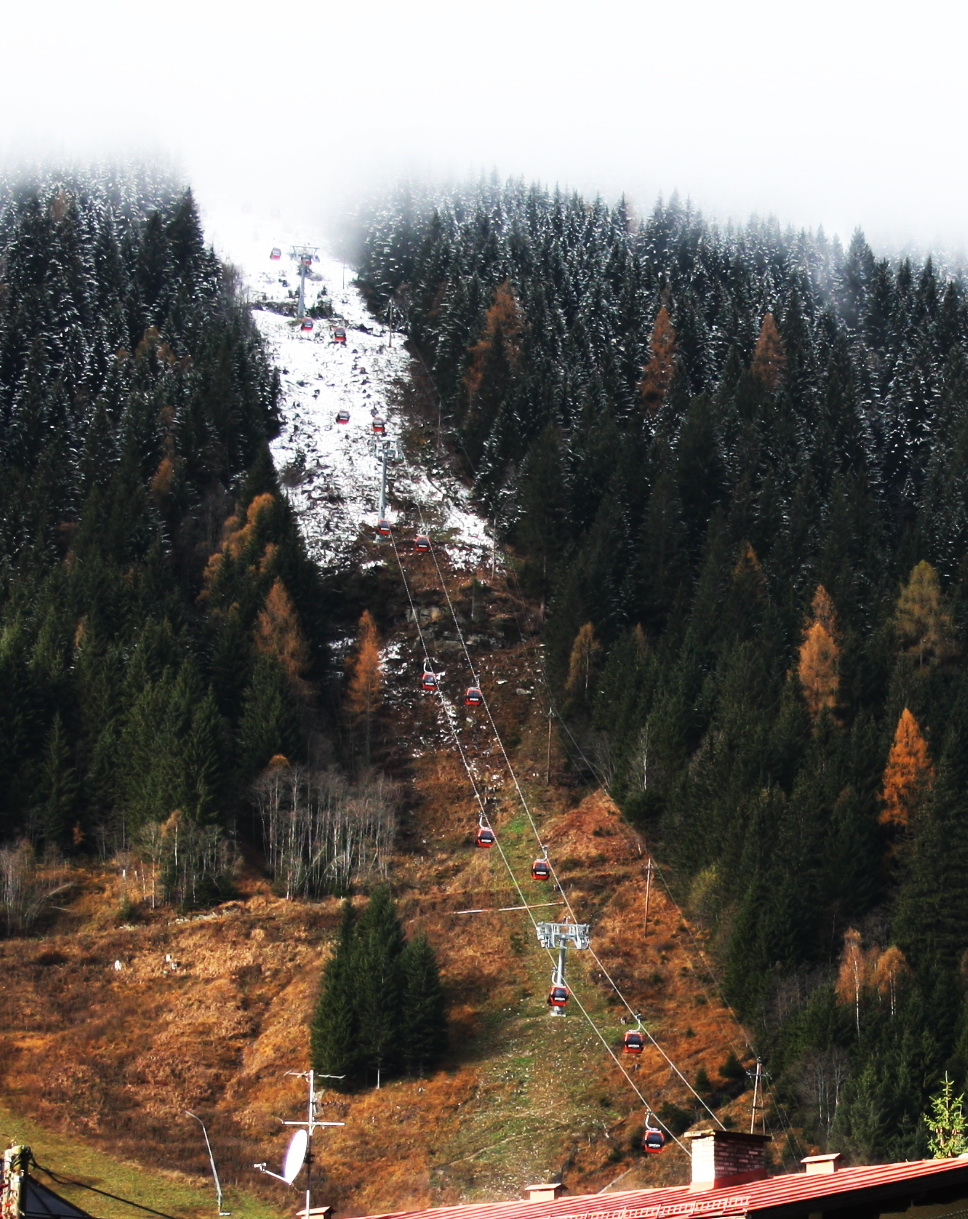
التلفريك في باد غاشتاين

Gastein Card. المزيد من القيمة مقابل ما تنفقه من المال مع بطاقة «غاشتاين كارد»، يحمل زوار وادي غاشتاين بأيديهم بطاقةً تضيفُ قيمة أكبر لتجربة عطلتهم. سواء عند الذهاب إلى الينابيع المعدنية أو استخدام عربات التلفريك أو في مرافق ممارسة الرياضات أو الدخول إلى الكازينو أو الركوب في وسائل النقل العامة: فإنَّ ضيوف وادي غاشتاين يحصلون على المزيد من القيمة مقابل المال الذي ينفقونه، فإنّها تقدمُ تشكيلةً واسعةً إما من الخدمات الشاملة لكلِّ شيءٍ أو من الخدمات المخفضة في كافة أرجاء الوادي. أفضل شيءٍ هو أنَّ البطاقةَ مجانيةٌ تماماً لجميع ضيوف وادي غاشتاين. 

## وصلات خارجية
1. الموقع الرسمي لوادي غاشتاين